# Aloisia Veit
Aloisia Veit (n. 18 iulie 1891, Pontebba, Friuli-Veneția Giulia, Italia – d. 6 decembrie 1940, Hartheim Euthanasia Centre⁠(d), Austria Superioară, Austria) a fost verișoară cu Adolf Hitler și o victimă a uciderii bolnavilor de către naziști.

## Biografie
Aloisia Veit provenea din linia Schicklgruber; străbunica ei din partea tatălui, Josepha Schicklgruber, și bunica lui Adolf Hitler din partea tatălui, Maria Anna Schicklgruber⁠(d), erau surori. A fost angajată cu funcția de cameristă. Din cauza unui „comportament neobișnuit”, a fost internată la 26 ianuarie 1932 în instituția Am Steinhof⁠(d) din Viena unde a petrecut nouă ani în secții închise. Potrivit fișei pacientului, ea suferea de „tulburare mentală schizofrenică, cu confuzie și depresie, gândire dezorganizată, halucinații și idei delirante”.
Pe 28 noiembrie 1940, ea a fost transportată la instituția de îngrijire și recuperare a orașului Viena din Ybbs an der Donau și apoi, pe 6 decembrie 1940, a fost dusă la Centrul de Exterminare Hartheim și ucisă în camera de gazare de acolo.
Începând cu august 2004, istoricul american Timothy W. Ryback, care locuiește în Salzburg, și cercetătorul privat Florian M. Beierl au investigat în colaborare cu medicul legist din München, Wolfgang Eisenmenger, destinul Aloisiei Veit. Documentele descoperite în urma cercetărilor lor au fost publicate în 2005.